# Big Bend (Contea di Waukesha, Wisconsin)
Big Bend è un comune degli Stati Uniti, situato in Wisconsin, nella Contea di Waukesha.